# C-413
La clave C-413 era la antigua denominación de la carretera entre Puebla de Alcocer y Santa Olalla del Cala (Huelva), de titularidad de la Junta de Extremadura. Su categoría era comarcal. Su denominación oficial era C-413, de Puebla de Alcocer a Santa Olalla del Cala (provincia de Huelva).

## Nomenclatura
La antigua carretera C-413 pertenecía a la Red de Carreteras Nacionales Complementarias, también llamadas comarcales, del Ministerio de Fomento. Su nombre está formado por: C, que indica que era una carretera nacional complementaria estatal; y el 413 es el número que recibe según el orden de nomenclaturas de las carreteras comarcales, según donde comiencen, su distancia a Madrid y si son radiales o transversal respecto a la capital.

## Historia de la carretera
La denominación se conservó en la transferencia de las carreteras del Estado a la Junta de Extremadura del año 1984.
En el año 1997, al cambiar la denominación de las carreteras de titularidad de la Junta de Extremadura, pasó a denominarse oficialmente EX-103.
- Datos: Q5736634